# The Tragic Muse

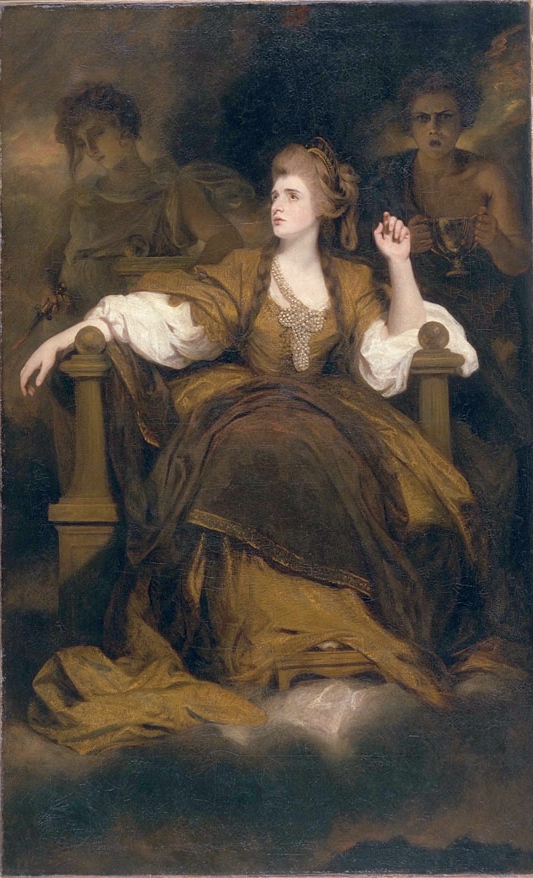
A musa trágica, por Joshua Reynolds. Este quadro tem o mesmo tema do que Nick pinta tendo Miriam como modelo.

The Tragic Muse (em português, A musa trágica) é um romance de Henry James, primeiramente publicado como série em The Atlantic Monthly nos anos de 1889 e 1890, e como livro neste último ano. Este amplo e bem-humorado panorama da vida inglesa segue o destino de dois aspirantes a artistas: Nick Dormer, que vacila entre uma carreira política e seus esforços para se tornar pintor, e Miriam Rooth, uma atriz lutando por sucesso artístico e comercial. Um grande grupo de personagens de apoio ajudam ou atrapalham suas buscas.

## Enredo
Nick Dormer deseja seguir a carreira de pintor, ao invés da tradição familiar da carreira política. Isso irrita sua família, em especial sua amiga, Julia Dallow, uma bela mas exigente mulher profundamente envolvida em campanhas políticas. Mas o antigo amigo de Nick de Oxford, Gabriel Nash, o encoraja a seguir seu desejo de se tornar artista. Apesar das hesitações, Nick passa por uma campanha eleitoral e ganha um assento no Parlamento. Ele propõe casamento à Júlia, mas ambos concordam em esperar.
Enquanto isso, o primo de Nick, Peter Sherringham, um jovem em ascensão no serviço diplomático da Inglaterra, encontra a jovem atriz, Miriam Rooth, em Paris. Ele se apaixona por ela, que demonstra grande energia, mas é um talento terrivelmente despreparado. Peter apresenta Miriam para uma professora de atuação francesa, madame Carre, e a jovem começa a melhor sua técnica.
Nick se cansa, finalmente, da política e desiste do Parlamento. Ele perde uma grande herança de seu patrono político, Mr. Carteret. Nick se torna exclusivamente pintor, e quando Miriam vem a Londres em busca de sucesso teatral, ela pousa para Nick para um retrato como a “musa trágica”. Julia encontra os dois juntos no estúdio. Ainda que nada impróprio estivesse acontecendo, Julia súbita e amargamente percebe que Nick é dedicado à arte e nunca retornará à política.
Miriam eventualmente triunfa como atriz, em especial no papel de Julieta. Peter propõe-lhe casamento, mas ela recusa e se casa com Basil Dashwood, seu empresário. Peter aceita uma missão diplomática na América Central. Ele retorna a Londres em despedida e se torna noivo de Biddy Dormer, irmã de Nick. O romance termina com a sugestão de que Nick e Júlia acabam por se casa, finalmente.